# Pieles
Pieles is een Spaanse film uit 2017, geregisseerd door Eduardo Casanova.

## Verhaal
De film vertelt het verhaal van mensen met fysieke afwijkingen, die gedwongen zijn een verborgen leven te leiden vanwege sociale vooroordelen. We zien Ana, een vrouw met een misvormd gezicht, Laura, een meisje zonder ogen, en Samantha, die een probleem heeft met haar spijsvertering. Allen proberen ze hun plek te vinden in de maatschappij.

## Rolverdeling
| Acteur           | Personage  |
| ---------------- | ---------- |
| Ana Polvorosa    | Samantha   |
| Candela Peña     | Ana        |
| Macarena Gómez   | Laura      |
| Carmen Machi     | Claudia    |
| Jon Kortajarena  | Guille     |
| Secun de la Rosa | Ernesto    |
| Itziar Castro    | Itziar     |
| Antonio Durán    | Simón      |
| Joaquín Climent  | Alexis     |
| Ana María Ayala  | Vanesa     |
| Eloi Costa       | Christian  |
| Enrique Martínez | Oliver     |
| Carolina Bang    | Psychiater |

## Ontvangst

### Recensies
De Volkskrant schreef: "Een aangenaam dwarse film (...): even flauw, pervers en grotesk als hilarisch en ontroerend en, uiteindelijk, zoekend naar echte schoonheid."

### Prijzen en nominaties
Een selectie:
| Jaar | Evenement                                     | Categorie                | Genomineerde                           | Resultaat   |
| ---- | --------------------------------------------- | ------------------------ | -------------------------------------- | ----------- |
| 2017 | Filmfestival van Berlijn (67ste editie)       | Beste debuutfilm         | Eduardo Casanova                       | Genomineerd |
| 2017 | Filmfestival van Berlijn (67ste editie)       | Teddy Award - Beste film | Pieles                                 | Genomineerd |
| 2017 | Filmfestival van San Sebastián (65ste editie) | Premio Sebastiane        | Pieles                                 | Genomineerd |
| 2018 | Premios Goya (32ste uitreiking)               | Beste debuterend acteur  | Eloi Costa                             | Genomineerd |
| 2018 | Premios Goya (32ste uitreiking)               | Beste debuterend actrice | Itziar Castro                          | Genomineerd |
| 2018 | Premios Goya (32ste uitreiking)               | Beste grime en haarstijl | Lola Gómez, Jesús Gil, Óscar del Monte | Genomineerd |